# Új hazában
Jules Verne Az új hazában című regénye először a Magasin d'éducation et de récréation folyóiratban jelent meg 1900. január 1. és december 15. között, majd Pierre-Jules Hetzel adta ki ugyanazon év július 26. – november 26-án (111). A regény Verne által megvallottan is Johann David Wyss Robinson család című művének folytatása:
„Mindenki érdeklődött a derék svájczi család iránt, mely tizenkét esztendeig elhagyatva élt az Indiai-Óczeán egy ismeretlen szigetén, és Jean Zermatt elbeszélése, mely az angol és franczia hírlapokban meg jelent, a «Svájczi Robinson» czímen csakhamar éppen oly híressé lett, mint De Foe Dániel örökszép »Robinson Crusoe«-je.”
A 19. század végén, a 20. század elején számos robinzonád regény látott napvilágot, több Verne-mű – Robinzonok iskolája, Kétévi vakáció, A rejtelmes sziget… – is ide tartozik.
Gyerekkori könyveim közt számos robinsonád volt, emlékszem rájuk, nem utolsósorban azért, mert többször elolvastam őket. A későbbi években sem volt olyan olvasási élményem, mint akkor. Nem kétséges, hogy az ilyen kaland iránti kedvem ösztönösen arra az útra vezette, amelyet meg kellett tennem.
Wyss svájci lelkész volt, aki kalandregénynek álcázott keresztény erkölcsi történetet írt négy fia számára a családi értékekről, az önbizalomról és a jó háztartásról. Könyvében egy hajótörött svájci család az Indiai-óceán egyik szigetére sodródik, ott kezd új életet. A családnevük a könyvből nem derül ki, Verne Zermattnak nevezi el majd őket.
Verne könyve ott folytatódik, ahol Wyssszé befejeződik, de az érthetőség kedvéért, magyarázatképp megismerjük Wyss művét is. Ám amíg Wyss inkább az értékek átadása végett írta történetét, és annak cselekménye számára kevésbé volt fontos, addig Verne számára a történet robinzonáddá formálása volt a cél, a cselekmény fontossá vált, de az idealisztikus értékeket is megőrizte, így regénye mai szemmel olyan, ahol a hajótörést is dalolva fogadják a hősök, minden nagyon szép, minden nagyon jó, és nem hogy vissza akarnának jutni a szigetről az ottragadtak, az odakerülők is inkább ott maradnak.

## Tartalom
Verne regénye azzal kezdődik, hogy megismételi az első hajótörést az eredeti formában – így kerül az Ausztráliába vagy Új-Zélandra kivándorolni készülő svájci család az Indiai-Óceán egy felfedezetlen szigetére a Landlord elsüllyedését követően, 1803-ban. Kilenc év elteltével felfedezik, hogy a felderítetlen sziget egy másik pontján már két és fél éve él a Dorcas egyetlen életben maradt hajótöröttje, Jeny Montrose, akit megmentenek. Így boldogan él együtt Zermatt úr, a felesége, négy fiuk:  Fritz, Jack, Ernő és Feri, valamint Jenny.
|  | Alább a cselekmény részletei következnek! |

A szigetnek általuk felderített részén házat építenek, baromfifarmot, szántót, legelőt, ültetvényt alakítanak ki. Évente kétszer a Landlordról kimentett ágyút is elsütik, hátha egy arra haladó hajó meghallja. És megtörténik a csoda, a Licorne angol hadikorvett kiköt a szigeten. A korvetten utazó Wolston család órák alatt annyira beleszeret a szigetbe, hogy a Wolston házaspár, és idősebb lányuk, Anna, leszáll a hajóról és a szigeten marad. Elhajózik viszont Fritz, Feri és Jenny, hogy a lány viszontlássa őt halottnak hívő apját, és hogy Fritz megkérhesse Jenny kezét. És persze azért is, hogy olyan szerszámokat, anyagokat szerezzenek be, amelyet nem tudnak a szigeten előállítani.
A sziget további rekultivációjának leírása következik, Wolston gyakorlati mérnöki ismeretei mindenki számára hasznosak. A látogatók visszatérése húzódik, és a helyzetet rontja az őslakosok hirtelen megjelenése, akik kis hajókkal érkeznek Új-Svájc szigetére.
A regény második részében a történetet a fiatal pár perspektívájából látjuk, mert Jenny és Fritz már házasok. Testvéreivel és néhány barátjával most vissza akarnak menni a szigetre. Mivel a Licorne tervezett indulását javítás késlelteti, az utazók úgy döntenek, hogy nem várnak tovább. Felszállnak egy másik hajóra, a Flagre. A hajó lázadók kezére kerül, akik a kapitányt és az utasokat egy csónakban magukra hagyják az óceán közepén. Az éhenhalás előtt nem sokkal partot érnek egy lakatlannak tűnő szigeten. Balszerencséjükre áthatolhatatlan szigetfal állja útjukat a sziget belseje felé vezető úton. Nincs sok eleségük, egy viharban a csónak is megsemmisül.
Ám egy albatrosz, amelyet Jenny kétéves magányában megszelídített, rájuk talál, és megmutatja, hol lehet átjutni a sziklafalon. A hajótöröttek rájönnek, hogy Új-Svájcban értek partot (ami már a tapasztalt Verne-olvasó számára egyértelmű volt).
A családok egyesülésének örömét bennszülöttek támadása zavarja meg. A hajótöröttek visszahúzódnak a Landlordból kimentett ágyú köré, de fokozatosan romlik a helyzetük. Ám az utolsó pillanatban feltűnik a Licorne, megmenti őket. A sziget az angol korona uralma alá kerül. Zárójelenet: a kolónia virágzik, és rövid idő után több mint 2000 lakosa van.
|  | Itt a vége a cselekmény részletezésének! |

## Fejezetek
1. Jön a tavasz! – Fritz és Jack. – Látogatás a Czápa-szigeten. – Két ágyúlövés a szigetről. – Három ágyúlövés felel a tengerről.
2. A kaiak hazatérése. – A hír hatása. – Három napos zivatar. – Kirándulás kémszemlére. – A hadihajó.
3. A «Licorne» angol korvett. – Az ágyúlövések. – A sajka megérkezik. – A Wolston-család. – Tervek a jövőre. – A búcsú. – A korvett elutazása.
4. Tíz esztendő története. – A Zermatt-család megtelepedése a szigeten. – Zermatt úr naplója. – A tizedik év vége.
5. Hazatérés Felsenheimba. – Az «Elisabeth» a Gyöngyház-öbölbe megy. – A vadember. – Jenny Montrose. – Két év a Füstölgő-Sziklán. – Fritz elbeszélése.
6. Az otthonmaradtak további sorsa. – A Wolston-család. – Új munkálatok tervei. – Csatorna a Sakál-patak és a Hattyú-tó közt. – Az 1816-dik év vége.
7. Az újév. – Séta Falkenhorstba. – A kápolna. – Útitervek. – Márczius 15-dike.
8. Az utazás. – A Licorne-öböl. – Horgonyt vetnek. – A déli part. – Tervek holnapra.
9. A partvidék. – A pinguinek. – Megint egy folyó. – Ismeretlen vidék. – A déli hegyláncz. – Tervek holnapra. – A Montrose-patak.
10. Csónakkal a folyón fölfelé. – Sziklás vidék. – A szakadék. – Utazás hazafelé. – A füstoszlop. – Hazatérés Felsenheimba.
11. Az aratás. – A téli esték Felsenheimban. – A kápolna. – Ernő fölfedezése. – A két ágyúlövés. – A Czápa-szigeten.
12. Falkenhorst. – Waldegg. – Zuckertop. – Prospect-Hill. – Előkészületek a fölfedező útra. – A hegyszoros. – A búcsúzás.
13. A Grünthal. – A mezőség. – A rengeteg. – A majmok. – Az éjjel a barlangban. – A sziklás hegyláncz.
14. A bércztetőn. – Mit láttak éjszakon, keleten és nyugaton. – Hajó a szemhatáron. – Az angol lobogó.
15. Az otthonmaradtak nyugtalansága. – Wolston úr és Ernő. – Mi történt? – Az elefántok üldözése. – Wolston úr tanácsa. – Jack!
16. Jack elbeszélése. – A rengeteg. – Vademberek a szigeten. – A «Licorne» egyre késik. – Három heti várakozás. – A felsenheimi kis kápolna.
17. A szélcsend. – Nyolcz napi bolyongás a tengeren. – Harry Gould kapitány és John Block kormányos-mester beszélgetése. – Föld!... Föld!...
18. A «Licorne» elutazása. – A Jó-Reménység foka. – James Wolston és családja. – Angliában. – Fritz Zermatt és Jenny Montrose házassága. – Vissza a Fokvárosba.
19. A «Licorne» második utazása. – A Fokvárosban. – Új utasok és új tisztek. – Viharos napok. – A legénység zendülése. – Kitéve Isten kegyelmére a nyílt tengeren.
20. Miféle föld ez? – A sajka utasai. – A föld eltűnik a ködben. – Fenyegető idő. – A part ismét föltűnik. – A megszabadulás.
21. Fritz és a vitorlamester beszélgetése. – Nyugodt éjszaka. – A sziklás, kopár partvidék. – Kirándulás az ismeretlen parton. – A megtelepedés.
22. Az első éjszaka. – Fritz és Jenny. – Gould kapitány sebe gyógyul. – A sziklafalat megmásszák. – Az október 26-dikáról 27-dikére virradó éjszaka.
23. Válságos helyzet. – Eredményes halászat. – Kísérlet a sziget átkutatására keleti irányban. – A Füstölgő-Szikla albatrosza. – Szomorú Szilveszter este.
24. A kis Bob meg az albatrosz megbarátkoznak. – Előkészületek a telelésre. – Megint új csapás! – Az albatrosz és Bob kalandja.
25. A hátulsó barlang. – Fritz fölfedezése. – Indulás a szikla fönsíkjára. – Csalódott remények. – Az ágyúlövés.
26. Az éjszaka a fönsíkon. – Útban éjszak felé. – A brit lobogó. – A földi paradicsom! – Fritz fölkiáltása.
27. A barlang a hegy lábánál. – Az erdőn keresztül. – Az antilop. – A Montrose-folyó. – Ismerős helyek. – Egy éjszaka az eberfurti remete-lakban.
28. Az utazás Falkenhorstba. – A csatorna. – A földúlt tanya. – Fönt a fa tetején. – Csüggedés. – Füst Felsenheimban.
29. Tanácskozások a teendők felől. – Az ágyúlövés. – A kémszemle. – A csónak. – «Ne lőjenek!...»
30. Végre viszontlátják egymást. – Mi történt a szigeten a «Licorne» távozása óta. – A család kétségbeesése. – A vadak megjelenése.
31. Négy napi kínos bizonytalanság. – A vademberek csónakraja. -Az éjszakai támadás. – Az utolsó töltések. – Ágyúlövés a tengerről.
32. A «Licorne». – Anglia birtokba veszi a szigetet. – Az első esküvő Új-Svájczban. – A gyarmat további boldogulása.

## Értékelés
Wyss nyilvánvalóan sokféle könyvből gyűjtötte tényszerű ismereteit, amelyet Verne fenntartás nélkül átvett. A könyvben meglehetősen sajátos természetleírásokat olvashatunk valószínűleg az ilyen forráskutatásnak köszönhetően. Ne feledjük, sokkal kevesebb igazolt ismerettel rendelkeztek a könyvek írásakor. Ez megmagyarázza a fajok növénytani és állattani szempontból vadon halmozódó fajtáit is, amelyek soha nem találhatók meg egyetlen szigeten. Burgonya, pamut, kasszava, bambusz, ananász, narancs, vad tölgy és fügefák találkoznak. Ugyanez vonatkozik a faunára: sertésfélék, bivalyok, méhek, antilopok, struccok, kenguruk, angóra nyulak, boa óriás kígyók, fókák, elefántok, pingvinek, medvék és majmok élnek az Indiai-óceán közepén.  A szórakoztató hatás volt elsődleges, az olvasók kevésbé voltak informáltak, ezért kritikusak.

## Szereplők
- Jean Zermatt úr
- Zermattné, Betsie
- Zermatt Fritz (25), fiuk
- Zermatt Jack (21), fiuk
- Zermatt Ernő, fiuk
- Zermatt Ferenc, fiuk
- Jenny Montrose, William Montrose lánya
- William Montrose, Jenny apja
- Wolston úr (45)
- Mary Wolston, feleség
- Wolston Anna (17), lányuk
- Wolston Doll, lányuk
- Wolston James, fiúk, akinek felesége, két gyereke van
- Wolston Bob (5), James fia
- Greenfield, a Dorca parancsnoka
- Littlestone, a Licorne angol korvett parancsnoka
- Harry Gould, a Flag kapitánya
- John Block (40), a Flag vitorlamestere
- Robert Borupt, a Flag másodkapitánya

## Érdekességek
- Három másik Verne-regényről mondható ki egyértelműen, hogy tisztelgés egy másik regény és annak szerzője előtt: A Robinsonok iskolája (1882) Daniel Defoe Robinson Crusoe (1719), a Sándor Mátyás (1885) Alexandre Dumas Monte Cristo grófja (1844) és a Jégszfinx (1897) Edgar Allan Poe Arthur Gordon Pym nantucketi tengerész elbeszélése (1838) című műve előtt.
- „Volt ezeken kívül még néhány érdekes »házi állat« Felsenheimban. Egy pár jámbor bivaly, melyet szekérbe fogtak, meg néhány különös »paripa«, a minők Európában nem igen használatosak. Az egyik volt Sturm, a bivaly, mely igazi szélvészként száguldozott a szigeten; a másik Brausewind, a strucz, mely szintén megérdemelte a nevét, mert szélsebesen tudott futni; a harmadik Leichtfuss, a vadszamár, mely csakugyan oly könnyen szedegette a lábait, mintha nem is az övéi lettek volna.”[6]
- „A tizenötszáz láb magas hegység a sziget déli felében emelkedett és Ernő, a ki értett valamit a terület- és távolság-becsléshez, azt mondta, hogy a sziget körülbelül négyszáz négyszögmérföld területű lehet, vagyis akkora, mint Sziczíliának a fele.”[7]
- A Magasin d'Éducation et de Récréation Wyss (1864[8]) és Verne (1900) regényét is közölte. A kiadó Hetzel az első műhöz készült illusztrációk közül többet is újrafelhasznált a Verne-regény közlésekor, pár helyen módosítva a képaláírást.[4]
- Az Indiai-óceánban fekvő sziget meglátogatásának egyetlen módja, hogy elolvassuk a regényt.[9]

## Magyar kiadások
- Az új hazában, fordította: Zigány Árpád, Franklin, 1901
- Az új hazában, fordította: Zigány Árpád, Alexandra, Pécs, 1994,ISBN 963808605X
- Az új hazában, fordította: Zigány Árpád, Unikornis, 2005, ISBN 9634275265
- Az új hazában, fordította: Zigány Árpád, Népszabadság, 2008, ISBN 9789639709546